# Суньига, Фульхенсио
Фульхе́нсио Су́ньига (исп. Fulgencio Zúñiga; род. 23 июля 1977 года, Падилья, Колумбия) — колумбийский боксёр-профессионал, выступающий в средней, во второй средней, в полутяжёлой, в первой тяжёлой и в тяжёлой весовых категориях.
Среди профессионалов бывший чемпион мира по версии IBA (2005) в среднем весе, и чемпиона мира по версии IBO (2007) во 2-м среднем весе.

## Любительская карьера
Фульхенсио Суньига завоевал первую медаль в 1997 году в 48-й Национальном турнире по боксу, и завоевал золотую медаль во втором среднем весе. В том же 1997 год он принимал участие в следующих турнирах:
- 13 Боливарианские игры. Арекипа, Перу. Завоевал Золото.
- Центральной Америки по боксу. Тихуана, Мексика. Завоевал серебро.
- Четвёртый Панамериканский турнир по боксу. Медельин, Колумбия.

В 1998 и 1999 Фульхенсио Суньига продолжил свою впечатляющую любительскую карьеру, выиграв 49-й национальный турнир по боксу состоявшийся в Санта-Марте, Магдалена, став двукратным чемпионом страны. Тогда он представлял Колумбию в следующих чемпионатах:
- Шестые южноамериканские игры. Куэнка, Эквадор. Завоевал золото
- Кубок Роберто Баладо. Гавана, Куба. Завоевал бронзу.
- Шестой Чемпионат Южной Америки. Кито, Эквадор.
- Турнир Кордова Кардина. Гавана, Куба.

## Профессиональная карьера
На профессиональном ринге Суньига дебютировал в феврале 2001 года во втором среднем весе. Первые пятнадцать поединков провёл в Колумбии и все выиграл нокаутом в ранних раундах.
28 мая 2003 года, отправился в Пуэрто-Рико, для встречи с местным боксёром, чемпионом мира по версии WBO, Даниэлем Сантосом (26-2-1). Чемпион был более активным, и выиграл поединок по очкам. Суньига потерпел первое поражение.
После поражения Суньига больше года не выходил на ринг, но вернувшись стал проводить поединки с сильной оппозицией.
7 октября 2005 года Фульхенсио вышел на ринг с непобеждённым американцем, Келли Павликом (26-0) за вакантный титул Северной Америки по версии NABF. В первом раунде Суньига удачно отправил Павлика левым хуком в подбородок, на канвас, но американец переломил ход поединка, и нокаутировал Суньигу в 9-м раунде.
В сентябре 2007 года вышел на ринг с непобеждённым российским боксёром, Виктором Огановым (26-0). Суньига нокаутировал Оганова, и завоевал вакантный титул чемпиона мира по версии IBO.
27 сентября 2008 года вышел на бой за звание чемпиона мира по версии WBO, с непобеждённым россиянином, Денисом Инкиным. Фульхенсио проиграл по очкам и снова утратил шанс завоевать чемпионский пояс.
В марте 2009 года проиграл нокаутом в четвёртом раунде непобеждённому румынскому боксёру, Лучиану Буте, в бою за титул чемпиона мира по версии IBF.
17 декабря 2010 года, провёл чемпионский поединок в полутяжёлом весе. Проиграл по очкам чемпиону мира по версии IBF, Тейворису Клауду.
После поражения более полутора лет не выходил на ринг, а затем вернулся и победил нокаутом своего известного соотечественника, Алехандро Беррио.
10 ноября 2012 года проиграл по очкам боксёру из ЮАР, Томасу Вестхайзену.
8 декабря 2012 года проиграл по очкам британскому проспекту, Джеймсу Дигейлу в бою за вакантный титул WBC silver.